# (10745) Arnstadt
(10745) Arnstadt est un astéroïde de la ceinture principale.

## Description
(10745) Arnstadt est un astéroïde de la ceinture principale. Il fut découvert le 11 janvier 1989 à Tautenburg par Freimut Börngen. Il présente une orbite caractérisée par un demi-grand axe de 3,16 UA, une excentricité de 0,02 et une inclinaison de 8,4° par rapport à l'écliptique.

## Compléments